# Enigmopora darveliensis
Enigmopora darveliensis är en korallart som beskrevs av Ditlev 2003. Enigmopora darveliensis ingår i släktet Enigmopora och familjen Acroporidae. IUCN kategoriserar arten globalt som otillräckligt studerad. Inga underarter finns listade i Catalogue of Life.